# Orabakasy
Orabakasy (ros. Орабакасы) – wieś (dieriewnia) w Rosji, w Czuwaszji, w rejonie jadrińskim. W 2010 liczyła 284 mieszkańców.